# رفته رفته (فیلم ۱۹۷۶)
رفته رفته (به هندی: Chalte Chalte) یا در راه (به انگلیسی: On the Way) فیلمی هندی محصول سال ۱۹۷۶ و به کارگردانی سوندر دار است. در این فیلم بازیگرانی همچون ویشال آناند و سیمی گریوال ایفای نقش کرده‌اند.